# زرباغ
زرباغ هي بلدة في مقاطعة شيرآباد في ولاية صرخنداريا في أوزبكستان.